# Husqvarna MC 258
Motorcykel 258 (MC 258) (Motorfiets 258) is een militaire motorfiets die gebruikt wordt door de Zweedse strijdkrachten (Försvarsmakten). De machine is geproduceerd door het Zweedse Husqvarna. De naam MC 258 is afgeleid van de cilinderinhoud: het is de 8e motorfiets van 250 cc in gebruik bij de Zweedse krijgsmacht (incl. testmodellen). De MC 258 werd in 1977 besteld als opvolger van de Husqvarna MC 256 die eind jaren ’60 was ingestroomd. De MC 258 is gebaseerd op de Husqvarna 360 auto enduro met automatische versnellingsbak.
De MC 258 wordt gebruikt door motorordonnansen, ‘verkeerssoldaten’ en militaire politie. De MC 258 is geclassificeerd als een “Klasse 2” motorfiets, d.w.z. een zware motorfiets ‘met begrenzing’.

Hij heeft een 1-cilinder luchtgekoelde tweetaktmotor en een automatische versnellingsbak met 4 versnellingen. De automaat was nodig om militairen in korte tijd te leren rijden. Het rijden op moeilijk terrein is mogelijk door de grote vrije ruimte en lange veerweg, zelfs met passagier of vracht. De MC 258 kan rijden door water van 400 mm diep.:p7
Het is mogelijk achterop het duozadel een passagier mee te nemen.
Voor het rijden op sneeuw of ijs kan de MC 258 – net zoals zijn voorgangers MC 255 en MC 256 – worden uitgerust met veerbelaste ski's.:p21 Als de ski’s bevestigd zijn, bestuurt de berijder de motorfiets met zijn voeten op voetsteunen bovenop de ski's.
Er zijn meer dan 3000 MC 258’s geproduceerd.
In 1980/81 werden 3.750 exemplaren geleverd aan de Zweedse krijgsmacht, 170 aan Finland, 33 aan Colombia en 17 aan de Oostenrijkse Bundesheer. In het Oostenrijkse Bundesheer heette de motor officieel gl Krad 250 (Husqvarna), maar werd ‘Huski’ genoemd.

## Vervanging
In 2003 werd de MC 258 bij de Zweedse strijdkrachten (Försvarsmakten) vervangen door de KTM 400 LS-E Military, die in Zweden Motorcykel 409 (MC 409) wordt aangeduid.
Van de 3000 MC 258’s werden er 1000 gesloopt of verkocht, terwijl de overige 2000 zijn overgedragen aan de reservistenorganisatie “Frivilliga Motorcykelkåren” (FMCK) (Vrijwillig Motorrijders Korps).
In Oostenrijk werd de gl Krad 250 (Husqvarna) in 1988 vervangen door de KTM 250 gl Krad.

## Zie ook

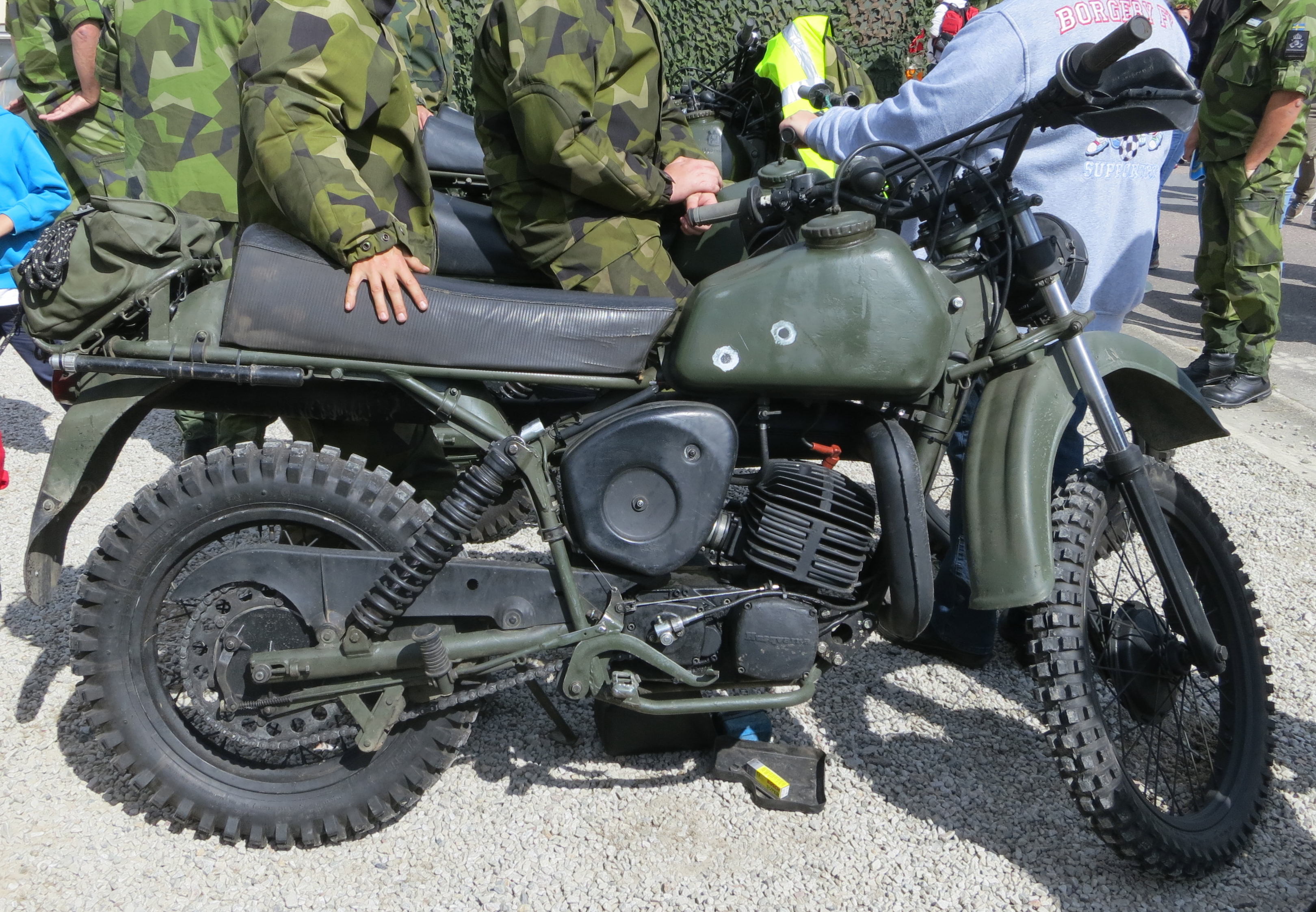
MC 258